# Championnat de La Réunion de football 1961
Le Championnat de La Réunion de football 1961 était la 12e édition de la compétition qui fut remportée par la JS Saint-Pierroise.

## Classement
| Rang | Équipe                   | Pts | J  | G  | N | P  | Bp | Bc | Diff |
| ---- | ------------------------ | --- | -- | -- | - | -- | -- | -- | ---- |
| 1    | JS Saint-Pierroise (T)   | 47  | 18 | 13 | 3 | 2  | 76 | 23 | +53  |
| 2    | Bourbon C (P)            | 45  | 18 | 13 | 1 | 4  | 53 | 19 | +34  |
| 3    | SS Cadets Saint-Pierrois | 40  | 18 | 10 | 2 | 6  | 36 | 28 | +8   |
| 4    | SS Saint-Louisienne      | 38  | 18 | 9  | 2 | 7  | 57 | 35 | +22  |
| 5    | SS Patriote (C)          | 35  | 18 | 8  | 1 | 9  | 42 | 41 | +1   |
| 6    | SS Jeanne d'Arc          | 33  | 18 | 7  | 1 | 10 | 37 | 50 | -13  |
| 7    | SS Juniors Dionysiens    | 33  | 18 | 7  | 1 | 10 | 30 | 50 | -20  |
| 8    | SS Escadrille            | 32  | 18 | 6  | 2 | 10 | 38 | 58 | -20  |
| 9    | SS Royal Star            | 25  | 18 | 4  | 0 | 14 | 22 | 69 | -47  |
| 10   | SS Charles de Foucauld   | 27  | 18 | 5  | 3 | 10 | 34 | 52 | -18  |

|  | Relégation en 2e division |